# Sklabinský potok
Sklabinský potok – potok będący prawym dopływem rzeki Turiec na Słowacji. Ma długość 17,4 km.
Wypływa w Wielkiej Fatrze na wysokości około 930 m u północno-zachodnich podnóży szczytu Končitý vrch (1097 m). Spływa dnem Doliny Sklabińskiej. We wsi Sklabiňa opuszcza Wielką Fatrę wypływając na Sklabinské podhorie. Przepływa przez miejscowość Sklabiňa, następnie pomiędzy zabudowaniami wsi Záborie a wzniesieniem Hradište (537 m) i wypływa na Kotlinę Turczańska. Przepływa przez zabudowany obszar wsi Diakova i Dražkovce, następnie płynie po wschodniej stronie zabudowań miasta Martin i wpływa do jego centrum, gdzie uchodzi do Turca.
Ma wiele dopływów. Największe to lewoboczny Kalník i prawoboczny Bôrovský potok. 

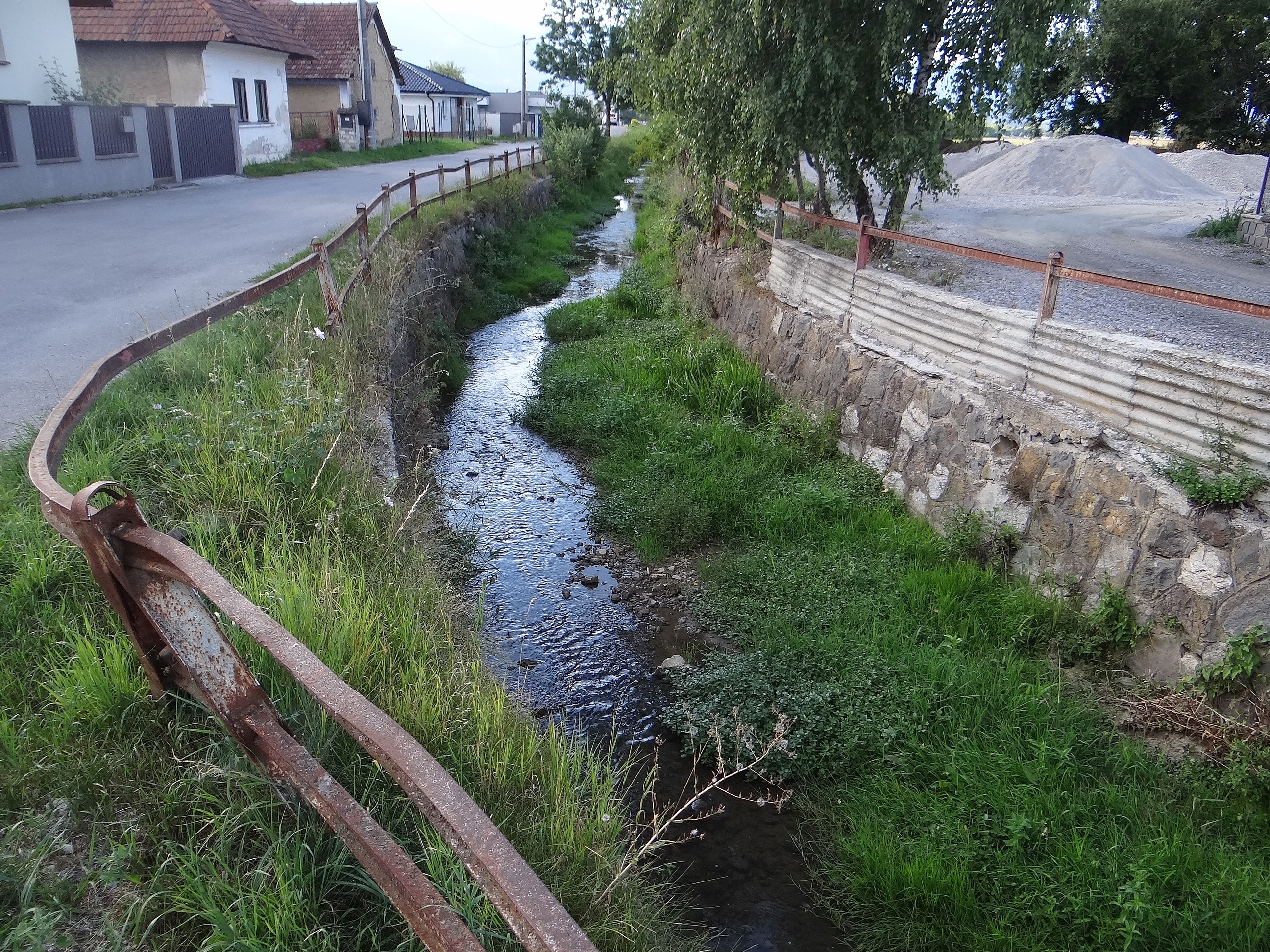
Sklabinský potok w Dražkovcach